# Jorge Pi
Pour les articles homonymes, voir Pi (homonymie).
Jorge Antonio Pi, né le 16 octobre 1984 à Villa Aberastain, est un coureur cycliste argentin.

## Biographie

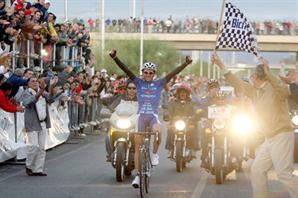
Jorge Pi victorieux du championnat d'Argentine sur route en 2010.

Jorge Pi naît à Villa Aberastain, dans la province de San Juan. Il est marié à Carla Álvarez, également cycliste, qu'il a rencontré lors d'une compétition panaméricaine pour jeunes en 2001. Ils ont eu deux filles ensemble.
En 2004, il se distingue en remportant le championnat d'Argentine du contre-la-montre espoirs. En 2006, il s'impose sur le Giro del Sol San Juan, course par étapes du calendrier national argentin. Cette même année, il termine troisième d'une course à l'américaine à Sydney lors de la Coupe du monde, avec son compatriote Sebastián Donadío. Il connait son jour de gloire en 2010 en devenant champion d'Argentine sur route, dans sa région natale. Avec cette victoire, il devient le premier cycliste originaire de la province de San Juan à remporter le titre national depuis 32 ans,.  
En 2015, il refait son retour à la compétition après deux ans de coupure. Au mois d'octobre, il remporte une médaille d'argent au championnat d'Argentine de poursuite par équipes, avec la sélection régionale de San Juan. En 2017, il est sacré champion national dans cette discipline, avec ses coéquipiers de San Juan Rubén Ramos, Emiliano Contreras et Leonardo Rodríguez.

## Palmarès
- 2004
  -  Champion d'Argentine du contre-la-montre espoirs
- 2005
  - 3e du championnat d'Argentine du contre-la-montre espoirs
- 2006
  - Giro del Sol San Juan
- 2007
  - 3e du Giro del Sol San Juan
- 2009
  - 3e de Mendoza-San Juan
- 2010
  -  Champion d'Argentine sur route
- 2011
  - 3e du Giro del Sol San Juan

### Classements mondiaux
| Année            | 2008 |
| ---------------- | ---- |
| UCI America Tour | 327e |

## Palmarès sur piste

### Coupe du monde
- 2006-2007
  - 3e de l'américaine (avec Sebastián Donadío)

### Championnats nationaux
- 2001
  -  Champion d'Argentine de poursuite juniors
- 2004
  -  Champion d'Argentine de poursuite par équipes
- 2005
  -  Champion d'Argentine de poursuite par équipes
- 2006
  -  Champion d'Argentine de poursuite par équipes
- 2008
  -  Champion d'Argentine de poursuite par équipes
- 2010
  -  Champion d'Argentine de poursuite par équipes (avec Emanuel Saldaño, Óscar Villalobo et Emiliano Fernández[8])
- 2017
  -  Champion d'Argentine de poursuite par équipes (avec Rubén Ramos, Emiliano Contreras et Leonardo Rodríguez)